# Kubala László

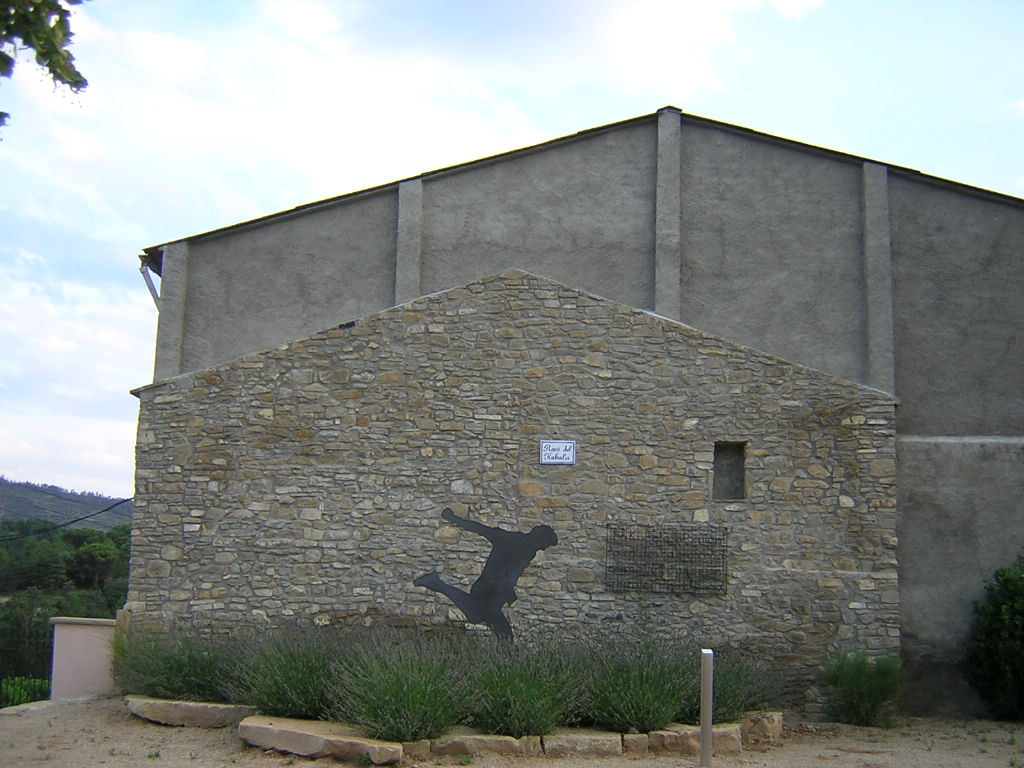
A két méteres Kubala szobor. Alkotója Montserrat García Rius

Kubala László (Budapest, 1927. június 10. – Barcelona, 2002. május 17.) – ismert még Ladislao vagy Ladislav néven is (habár Lászlóként lett anyakönyvezve) – kiemelkedő képességű labdarúgó, aki játszott a csehszlovák, a magyar és a spanyol válogatottban is. A World Soccer Magazine 1999 decemberében a 20. század 100 legnagyszerűbb labdarúgó-játékosa közé sorolta.

## Pályafutása
Kubala szülei Budapesten születtek. Édesapja, Kubala Kurjas Pál szlovák származású volt, apai nagyapja a Turóc vármegyei Nagyturányból származott. Édesanyja, Stecz Anna lengyel, szlovák és magyar gyökerekkel rendelkezett. Kubala három különböző válogatottban játszott, önmagát világpolgárnak tartotta.
Kubala első csapata a Ganz TE volt, ahol a 14–16 évesek között rúgta a labdát már 11 évesen. 18 éves korában leigazolta a Ferencváros csapata. Itt találkozott Kocsis Sándorral, akivel pályafutása során játszott még egy csapatban, az FC Barcelonában.
1946-ban besorozták, ezért el kellett menekülnie Csehszlovákiába. Apja elhunyt ebben az évben, anyjával Pozsonyba költöztek. Ott az ŠK Slovan Bratislava csapatában játszott. Alig húszévesen elvette edzője húgát, Anna Daucikot. Származása miatt megkapta rögtön az állampolgárságot, és magára húzhatta a csehszlovák címeres mezt is, amiben hat mérkőzés alatt négy gólt szerzett. Válogatott pályafutása így kezdődött.
1948-ban azonban csehszlovák katonai behívót is kapott, így visszamenekült Magyarországra. Tárgyalni kezdett korábbi klubjával, az FTC-vel, azonban végül a Vasas vezetőinek kedvezőbb ajánlata elcsábította. Ez idő alatt három alkalommal szerepelt a magyar nemzeti tizenegyben.
Amikor a kommunisták átvették a hatalmat, Kubala lefizetett néhány csempészt 1949-ben, hogy vigyék őt Ausztriába, ahonnan Olaszországba utazott tovább. Ezért a lépéséért az MLSZ a FIFA-nál két és fél évre eltiltatta. Ott élő magyarokból csapatot szervezett, Hungária néven, mellyel felkészülési mérkőzéseken legyőzték a Real Madridot 4–2 arányban Madridban, a spanyol válogatottat (amely éppen az 1950-es világbajnokságra készült) és az Espanyolt is. Az Espanyol elleni mérkőzés alatt az FC Barcelona megfigyelői kiszemelték Kubalát, és szerződést ajánlottak neki, amit 1950. június 15-én aláírt, így a Barcelona játékosa lett, pályafutását immáron a harmadik országban újrakezdve. A FIFA általi büntetés ellen Francisco Franco spanyol diktátor is fellépett, aminek a hatása a büntetés mérsékelése lett.
Számos csapat akarta leigazolni őt, köztük a Pro Patria, az Inter Milan és a Torino. Kubala beleegyezett, hogy játszik a Torinóban egy barátságos meccs erejéig, de fia betegsége miatt lekéste a gépet. A visszaúton a gép lezuhant, és mindenki meghalt a fedélzeten.
Az érdeklődés ellenére Kubala a Barcelonában maradt 1963-ig. Ez idő alatt 19 alkalommal játszott a spanyol válogatottban. A Barcelona elhagyása után játékosmenedzser lett az Espanyolnál, az FC Zürichnél, majd a Toronto Falconsnál. 1968-ban vonult vissza. Edzőséget vállalt több spanyol klubnál, Szaúd-Arábiában, és a paraguayi válogatottnál. 11 éven keresztül irányította a spanyol labdarúgó-válogatottat, 68 mérkőzésen 31 győzelem, 21 döntetlen, 16 vereség és 98–59-es gólkülönbség a mérlege. Kijuttatta a spanyol válogatottat az 1978-as argentínai világbajnokságra és az 1980-as olaszországi Európa-bajnokságra. Az 1992-es barcelonai olimpián aranyérmet nyert 
a csapattal. 2002-ben hunyt el Barcelonában.

## Hatása
Puskás Ferencet is anyagilag támogatta kezdetben, amikor Spanyolországba szerződött. És ahogy későbbiekben Páncsó úgy Lászy is segítette honfitársait amiben csak tudta. Kubala ajánlotta be a Barcelonába Kocsis Sándort, Czibor Zoltánt, Kaszást és Szalayt.
Kubala nem sokat szerepelt a magyar válogatottban, és nem sokat tett azért, hogy Magyarország legyen az első, mely legyőzi az angolokat a Wembley Stadionban. Szerveztek egy mérkőzést 1953-ban Anglia legjobbjai és a többi európai játékos között. Ebbe a csapatba 7 magyart válogattak be, de nem vállalták a játékot, mivel egy hónappal később ki kellett volna állniuk a magyar válogatottal az angolok ellen és nem akartak más csapatnak segíteni, a magyar nemzeti tizenegy akarta először legyőzni az angolokat saját hazájukban. Kubala kihasználta a lehetőséget és két gólt szerzett az ominózus gálameccsen. Az angolok egyenlítettek az utolsó percekben, de egy hónappal később 6:3-as vereséget szenvedtek a magyaroktól.
1954-ben főszerepet játszott életrajzi filmjében, Az ászok békére törnek (Los ases buscan la paz) című filmben. A fiatal labdarúgót a politika száműzi a labdarúgásból és Csehszlovákiából Magyarországra szökik, ahonnan eljut Spanyolországba, ahol az FC Barcelona játékosa lesz. A film rávilágít a hidegháború és a futball közti kapcsolatra. Kubala „Odüsszeiájában” minden megjelenik ami egy akkori tehetséges futballistát negatívan érintett a keleti blokkban. Éles ellentétet mutat Kubala, barátai és a kommunista rendszer között. A film nem teljesen hiteles, mivel László életéből kiragad és kihagy részleteket. Ezen kívül két spanyol tévéfilmsorozatban is szerepelt.
Talán legnagyobb bánata az volt Kubalának, hogy habár három nemzeti csapatban játszott, nem szerepelt soha világbajnokságon. 1962-ben részt vett néhány selejtezőn, de ahogy Alfredo Di Stéfano is, ő is lesérült a döntő előtt. Elutazott Chilébe a tornára, de nem lépett pályára.
Az 1980-as évek végén Joan Manuel Serrat dalba foglalta a futballklasszist. A katalán énekes-dalszerző gyerekkorában látta játszani és ebből táplálkozva írta meg dalát.
A Barcelona 100. évfordulóján 1999-ben a szurkolók a csapat történetének legjobb játékosává választották. Olyan labdarúgókat utasított maga mögé, mint Johan Cruyff, Diego Maradona, Romário vagy Hriszto Sztoicskov. Emellett sportújságírók a második legjobb spanyol játékosnak választották, aki a 20. században játszott. Csak Alfredo Di Stefano-t találták jobbnak. Végül a spanyol kormány a sport Nagykeresztjét adományozta neki.
Tervezték, hogy róla nevezik el a stadiont. Erről tisztelői még most sem mondtak le. Emellett a róla szóló legendák szerint, olyan hatása volt korában a labdarúgásra, mint napjainkban David Beckhamnek. A női szurkolók száma feltűnően megnőtt abban az időben, ezért kellett a kevesebb, mint 20 000 férőhelyes stadiont a többszörösére bővíteni.
2009. szeptember 24-én leleplezték a Camp Nou központi helyén a klub valaha élt egyik legnépszerűbb játékosa szobrát, Kubala Lászlóét. A két méteres szobor alkotója Montserrat García Rius volt és a leleplezésen több mint húszezer fanatikus vett részt. Az ünnepélyes megemlékezésen ott volt FC Barcelona vezérkara, beszédet mondott Joan Laporta, Ramon Alfonsera, ifjabb Kubala László és Dunai Antal is.

| „                                        | Nagy megtiszteltetés, hogy részt vehettem Laci, vagy ahogy a katalánok mondják, Laszi szobrának átadásán. Megköszöntem a meghívást és elmondtam Kubaláról azt, amit egyébként mindenki tud róla, aki ismerte: nagyszerű játékos és remek ember volt. Büszke vagyok arra, hogy ismerhettem, és azt gondolom, ahogyan a Barcelona, úgy Kubala is kiemelkedik a világ labdarúgásából. | ” |
| – Dunai Antal nyilatkozta az mlsz.hu-nak | |   |

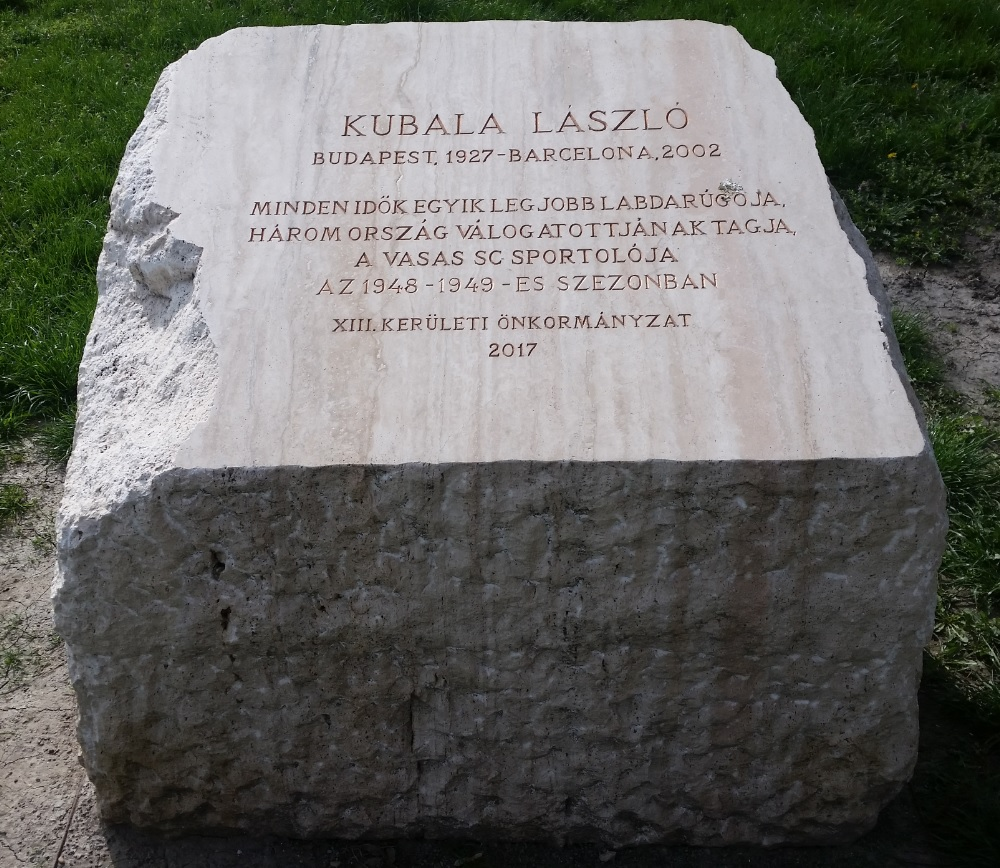
Kubala László emlékköve a róla elnevezett parkban, a XIII. kerületben

Kubala László születésének 85. évfordulója alkalmából a nevét 2011-óta viselő Vasas Kubala Akadémia tulajdonosai bronz mellszobrot állítottak neki a Vasas SC Fáy utcai Sportcentrumában. A szobrot Kutas László Wiesenthal-díjas szobrász és éremművész, a ravennai Dante-biennále nemzetközi zsűrijének tagja készítette. A szobor ünnepélyes avatóünnepsége 2012. június 15-én történt, azon a napon, amelyen 52 évvel ezelőtt Kubala László szerződést kötött a Barcelona FC-vel. A szobrot Carlos Kubala, Kubala László fia és Enrique Pastor de Gana, a Spanyol Királyság rendkívüli kinevezett nagykövete leplezte le. Évfordulója alkalmából 2012. június 16-17- én a Vasas Kubala Akadémia hagyományteremtő szándékkal megrendezte az I. Kubala László Nemzetközi U-16-os Labdarúgó Kupát. A kupagyőztes a Real Murcia csapata lett.
2017-ben a XIII. kerületi önkormányzat egy emlékkövet helyezett el Kubaláról a róla elnevezett parkban.

## Sikerei, díjai

### Játékosként
Slovan Bratislava
- Csehszlovák bajnokság
  - bronzérmes (1): 1947–48

 Barcelona
- Spanyol bajnokság
  - bajnok (4): 1951–52, 1952–53, 1958–59, 1959–60
  - ezüstérmes (3): 1953–54, 1954–55, 1955–56
  - bronzérmes (2):  1956–57, 1957–58
- Spanyol kupa (Copa del Rey/Copa del Generalísimo)
  - győztes (5): 1951, 1952, 1952–53, 1957, 1958–59
- Spanyol szuperkupa (Eva Duarte kupa)
  - győztes (2): 1952, 1953
- Bajnokcsapatok Európa-kupája (BEK)
  - döntős (1): 1960–61
- Vásárvárosok kupája:
  - győztes (2): 1955–58 1958–1960
- Latin kupa
  - győztes: 1952

### Edzőként
Spanyolország
- Olimpiai játékok
  - győztes: 1992, Barcelona

el-Hilál
- Szaúd-arábiai bajnokság
  - bajnok (2): 1985, 1986

## Statisztika

### Mérkőzései a csehszlovák válogatottban
| Csehszlovákia | Csehszlovákia        | Csehszlovákia                | Csehszlovákia | Csehszlovákia | Csehszlovákia | Csehszlovákia | Csehszlovákia | Csehszlovákia |
| #             | Dátum                | Helyszín                     | Hazai         | Eredmény      | Vendég        | Kiírás        | Gólok         | Esemény       |
| ------------- | -------------------- | ---------------------------- | ------------- | ------------- | ------------- | ------------- | ------------- | ------------- |
| 1.            | 1946. október 27.    | Bécs                         | Ausztria      | 3 – 4         | Csehszlovákia | barátságos    | -             |               |
| 2.            | 1947. június 20.     | Koppenhága                   | Dánia         | 2 – 2         | Csehszlovákia | barátságos    | -             |               |
| 3.            | 1947. augusztus 31.  | Prága                        | Csehszlovákia | 6 – 3         | Lengyelország | barátságos    | 2             | ?'            |
| 4.            | 1947. szeptember 21. | Bukarest, Stadionul Giulești | Románia       | 2 – 6         | Csehszlovákia | barátságos    | 2             | 8' 73'        |
| 5.            | 1947. október 5.     | Prága                        | Csehszlovákia | 3 – 2         | Ausztria      | barátságos    | -             |               |
| 6.            | 1947. december 14.   | Bari                         | Olaszország   | 0 – 2         | Csehszlovákia | barátságos    | -             |               |
|               | Összesen             |                              |               | 6             | mérkőzés      |               | 4             | gól           |

### Mérkőzései a magyar válogatottban
| Magyarország | Magyarország      | Magyarország                 | Magyarország | Magyarország | Magyarország | Magyarország | Magyarország | Magyarország |
| #            | Dátum             | Helyszín                     | Hazai        | Eredmény     | Vendég       | Kiírás       | Gólok        | Esemény      |
| ------------ | ----------------- | ---------------------------- | ------------ | ------------ | ------------ | ------------ | ------------ | ------------ |
| 1.           | 1948. május 23.   | Tirana, Qernal Stafa-stadion | Albánia      | 0 – 0        | Magyarország | Balkán-kupa  | -            |              |
| 2.           | 1948. október 24. | Bukarest                     | Románia      | 1 – 5        | Magyarország | Balkán-kupa  | -            | 46'          |
| 3.           | 1948. november 7. | Szófia, Junak Stadion        | Bulgária     | 1 – 0        | Magyarország | Balkán-kupa  | -            | 61'          |
|              | Összesen          |                              |              | 3            | mérkőzés     |              | 0            | gól          |

### Mérkőzései a spanyol válogatottban
| Spanyolország | Spanyolország      | Spanyolország                       | Spanyolország | Spanyolország | Spanyolország  | Spanyolország | Spanyolország | Spanyolország          |
| #             | Dátum              | Helyszín                            | Hazai         | Eredmény      | Vendég         | Kiírás        | Gólok         | Esemény                |
| ------------- | ------------------ | ----------------------------------- | ------------- | ------------- | -------------- | ------------- | ------------- | ---------------------- |
| 1.            | 1953. július 5.    | Buenos Aires, Estadio Monumental    | Argentína     | 1 – 0         | Spanyolország  | barátságos    | -             |                        |
| 2.            | 1953. július 12.   | Santiago, Estadio Nacional de Chile | Chile         | 1 – 2         | Spanyolország  | barátságos    | 1             | 33'                    |
| 3.            | 1953. november 8.  | Bilbao, Estadio de San Mamés        | Spanyolország | 2 – 2         | Svédország     | barátságos    | -             |                        |
| 4.            | 1954. március 14.  | Isztambul, Mithatpaşa Stadı         | Törökország   | 1 – 0         | Spanyolország  | vb-selejtező  | -             |                        |
| 5.            | 1955. május 18.    | Madrid, Santiago Bernabéu stadion   | Spanyolország | 1 – 1         | Anglia         | barátságos    | -             |                        |
| 6.            | 1955. június 19.   | Genf, Stade des Charmilles          | Svájc         | 0 – 3         | Spanyolország  | barátságos    | -             |                        |
| 7.            | 1957. január 30.   | Madrid, Santiago Bernabéu stadion   | Spanyolország | 5 – 1         | Hollandia      | barátságos    | 1             | 54'                    |
| 8.            | 1957. március 10.  | Madrid, Santiago Bernabéu stadion   | Spanyolország | 2 – 2         | Svájc          | vb-selejtező  | -             |                        |
| 9.            | 1957. május 8.     | Glasgow, Hampden Park               | Skócia        | 4 – 2         | Spanyolország  | vb-selejtező  | 1             | 29'                    |
| 10.           | 1957. május 26.    | Madrid, Santiago Bernabéu stadion   | Spanyolország | 4 – 1         | Skócia         | vb-selejtező  | 1             | 34'                    |
| 11.           | 1957. november 6.  | Madrid, Santiago Bernabéu stadion   | Spanyolország | 3 – 0         | Törökország    | barátságos    | 3             | 18' 39' (11-esből) 80' |
| 12.           | 1957. november 24. | Lausanne, Olimpiai Stadion          | Svájc         | 1 – 4         | Spanyolország  | vb-selejtező  | 2             | 18' 72'                |
| 13.           | 1958. március 13.  | Párizs, Parc des Princes            | Franciaország | 2 – 2         | Spanyolország  | barátságos    | 1             | 15'                    |
| 14.           | 1958. március 19.  | Frankfurt, Waldstadion              | NSZK          | 2 – 0         | Spanyolország  | barátságos    | -             |                        |
| 15.           | 1958. október 15.  | Madrid, Santiago Bernabéu stadion   | Spanyolország | 6 – 2         | Észak-Írország | barátságos    | 1             | 11' (11-esből)         |
| 16.           | 1959. február 28.  | Róma, Stadio dei Centomila          | Olaszország   | 1 – 1         | Spanyolország  | barátságos    | -             |                        |
| 17.           | 1959. október 14.  | Madrid, Santiago Bernabéu stadion   | Spanyolország | 3 – 0         | Lengyelország  | NEK-selejtező | -             |                        |
| 18.           | 1959. december 17. | Párizs, Parc des Princes            | Franciaország | 4 – 3         | Spanyolország  | barátságos    | -             | 46'                    |
| 19.           | 1961. április 2.   | Madrid, Santiago Bernabéu stadion   | Spanyolország | 2 – 0         | Franciaország  | barátságos    | -             |                        |
|               | Összesen           |                                     |               | 19            | mérkőzés       |               | 11            | gól                    |

### Mérkőzései spanyol szövetségi kapitányként
| Spanyolország | Spanyolország        | Spanyolország                                   | Spanyolország  | Spanyolország | Spanyolország  | Spanyolország  | Spanyolország | Spanyolország |
| #             | Dátum                | Helyszín                                        | Hazai          | Eredmény      | Vendég         | Kiírás         | Gólok         | Esemény       |
| ------------- | -------------------- | ----------------------------------------------- | -------------- | ------------- | -------------- | -------------- | ------------- | ------------- |
| 1.            | 1969. október 15.    | La Línea, Estadio Municipal José Antonio        | Spanyolország  | 6 – 0         | Finnország     | vb-selejtező   | -             |               |
| 2.            | 1970. február 11.    | Sevilla, Estadio Ramón Sánchez-Pizjuán          | Spanyolország  | 2 – 0         | NSZK           | barátságos     | -             |               |
| 3.            | 1970. február 21.    | Madrid, Santiago Bernabéu stadion               | Spanyolország  | 2 – 2         | Olaszország    | barátságos     | -             |               |
| 4.            | 1970. április 22.    | Lausanne, Olimpiai Stadion                      | Svájc          | 0 – 1         | Spanyolország  | barátságos     | -             |               |
| 5.            | 1970. október 28.    | Zaragoza, Estadio La Romareda                   | Spanyolország  | 2 – 1         | Görögország    | barátságos     | -             |               |
| 6.            | 1970. november 11.   | Sevilla, Estadio Ramón Sánchez-Pizjuán          | Spanyolország  | 3 – 0         | Észak-Írország | Eb-selejtező   | -             |               |
| 7.            | 1971. február 20.    | Cagliari, Sant’Elia stadion                     | Olaszország    | 1 – 2         | Spanyolország  | barátságos     | -             |               |
| 8.            | 1971. március 17.    | Valencia, Estadio Luís Casanova                 | Spanyolország  | 2 – 2         | Franciaország  | barátságos     | -             |               |
| 9.            | 1971. május 9.       | Nicosia, GSP Stadion                            | Ciprus         | 0 – 2         | Spanyolország  | Eb-selejtező   | -             |               |
| 10.           | 1971. május 30.      | Moszkva, Központi Lenin Stadion                 | Szovjetunió    | 2 – 1         | Spanyolország  | Eb-selejtező   | -             |               |
| 11.           | 1971. október 27.    | Sevilla, Estadio Ramón Sánchez-Pizjuán          | Spanyolország  | 0 – 0         | Szovjetunió    | Eb-selejtező   | -             |               |
| 12.           | 1971. november 24.   | Granada, Estadio de Los Cármenes                | Spanyolország  | 7 – 0         | Ciprus         | Eb-selejtező   | -             |               |
| 13.           | 1972. január 12.     | Madrid, Santiago Bernabéu stadion               | Spanyolország  | 1 – 0         | Magyarország   | barátságos     | -             |               |
| 14.           | 1972. február 16.    | Kingston upon Hull, Boothferry Park (ENG)       | Észak-Írország | 1 – 1         | Spanyolország  | Eb-selejtező   | -             |               |
| 15.           | 1972. április 12.    | Szaloniki, Kaftanzogliu-stadion                 | Görögország    | 0 – 0         | Spanyolország  | barátságos     | -             |               |
| 16.           | 1972. május 23.      | Madrid, Vicente Calderón Stadion                | Spanyolország  | 2 – 0         | Uruguay        | barátságos     | -             |               |
| 17.           | 1972. október 11.    | Madrid, Santiago Bernabéu stadion               | Spanyolország  | 1 – 0         | Argentína      | barátságos     | -             |               |
| 18.           | 1972. október 19.    | Las Palmas, Estadio Insular                     | Spanyolország  | 2 – 2         | Jugoszlávia    | vb-selejtező   | -             |               |
| 19.           | 1973. január 17.     | Athén, Leofóru Alexándrasz Stadion              | Görögország    | 2 – 3         | Spanyolország  | vb-selejtező   | -             |               |
| 20.           | 1973. február 21.    | Málaga, Estadio La Rosaleda                     | Spanyolország  | 3 – 1         | Görögország    | vb-selejtező   | -             |               |
| 21.           | 1973. május 2.       | Amszterdam, Olimpiai Stadion                    | Hollandia      | 3 – 2         | Spanyolország  | barátságos     | -             |               |
| 22.           | 1973. október 17.    | Isztambul, İnönü Stadion                        | Törökország    | 0 – 0         | Spanyolország  | barátságos     | -             |               |
| 23.           | 1973. október 21.    | Zágráb, Maksimir Stadion                        | Jugoszlávia    | 0 – 0         | Spanyolország  | vb-selejtező   | -             |               |
| 24.           | 1973. november 24.   | Stuttgart, Neckarstadion                        | NSZK           | 2 – 1         | Spanyolország  | barátságos     | -             |               |
| 25.           | 1974. február 13.    | Frankfurt, Waldstadion (FRG)                    | Spanyolország  | 0 – 1         | Jugoszlávia    | vb-selejtező   | -             |               |
| 26.           | 1974. február 23.    | Barcelona, Estadio de Sarriá                    | Spanyolország  | 1 – 0         | NSZK           | barátságos     | -             |               |
| 27.           | 1974. szeptember 25. | Koppenhága, Idrætsparken Stadion                | Dánia          | 1 – 2         | Spanyolország  | Eb-selejtező   | -             |               |
| 28.           | 1974. október 12.    | Buenos Aires, Estadio Monumental                | Argentína      | 1 – 1         | Spanyolország  | barátságos     | -             |               |
| 29.           | 1974. november 20.   | Glasgow, Hampden Park                           | Skócia         | 1 – 2         | Spanyolország  | Eb-selejtező   | -             |               |
| 30.           | 1975. február 5.     | Valencia, Estadio Luís Casanova                 | Spanyolország  | 1 – 1         | Skócia         | Eb-selejtező   | -             |               |
| 31.           | 1975. április 17.    | Madrid, Santiago Bernabéu stadion               | Spanyolország  | 1 – 1         | Románia        | Eb-selejtező   | -             |               |
| 32.           | 1975. október 12.    | Barcelona, Estadio de Sarriá                    | Spanyolország  | 2 – 0         | Dánia          | Eb-selejtező   | -             |               |
| 33.           | 1975. november 16.   | Bukarest, Augusztus 23. Stadion                 | Románia        | 2 – 2         | Spanyolország  | Eb-selejtező   | -             |               |
| 34.           | 1976. április 24.    | Madrid, Vicente Calderón Stadion                | Spanyolország  | 1 – 1         | NSZK           | Eb-negyeddöntő | -             |               |
| 35.           | 1976. május 22.      | München, Olimpia Stadion                        | NSZK           | 2 – 0         | Spanyolország  | Eb-negyeddöntő | -             |               |
| 36.           | 1976. október 10.    | Sevilla, Estadio Ramón Sánchez-Pizjuán          | Spanyolország  | 1 – 0         | Jugoszlávia    | vb-selejtező   | -             |               |
| 37.           | 1977. február 9.     | Dublin, Lansdowne Road                          | Írország       | 0 – 1         | Spanyolország  | barátságos     | -             |               |
| 38.           | 1977. március 27.    | Alicante, Estadio José Rico Pérez               | Spanyolország  | 1 – 1         | Magyarország   | barátságos     | -             |               |
| 39.           | 1977. április 16.    | Bukarest, Steaua Stadion                        | Románia        | 1 – 0         | Spanyolország  | vb-selejtező   | -             |               |
| 40.           | 1977. szeptember 21. | Bern, Wankdorfstadion                           | Svájc          | 1 – 2         | Spanyolország  | barátságos     | -             |               |
| 41.           | 1977. október 26.    | Madrid, Vicente Calderón Stadion                | Spanyolország  | 2 – 0         | Románia        | vb-selejtező   | -             |               |
| 42.           | 1977. november 30.   | Belgrád, Crvena zvezda Stadion                  | Jugoszlávia    | 0 – 1         | Spanyolország  | vb-selejtező   | -             |               |
| 43.           | 1978. január 25.     | Madrid, Santiago Bernabéu stadion               | Spanyolország  | 2 – 1         | Olaszország    | barátságos     | -             |               |
| 44.           | 1978. március 29.    | Gijón, Estadio El Molinón                       | Spanyolország  | 3 – 0         | Norvégia       | barátságos     | -             |               |
| 45.           | 1978. április 26.    | Granada, Estadio de Los Cármenes                | Spanyolország  | 2 – 0         | Mexikó         | barátságos     | -             |               |
| 46.           | 1978. május 24.      | Montevideo, Estadio Centenario                  | Uruguay        | 0 – 0         | Spanyolország  | barátságos     | -             |               |
| 47.           | 1978. június 3.      | Buenos Aires, José Amalfitani Stadion (ARG)     | Ausztria       | 2 – 1         | Spanyolország  | vb-csoportkör  | -             |               |
| 48.           | 1978. június 7.      | Mar del Plata, José María Minella Stadion (ARG) | Brazília       | 0 – 0         | Spanyolország  | vb-csoportkör  | -             |               |
| 49.           | 1978. június 11.     | Buenos Aires, José Amalfitani Stadion (ARG)     | Spanyolország  | 1 – 0         | Svédország     | vb-csoportkör  | -             |               |
| 50.           | 1978. október 4.     | Zágráb, Maksimir Stadion                        | Jugoszlávia    | 1 – 2         | Spanyolország  | Eb-selejtező   | -             |               |
| 51.           | 1978. november 8.    | Párizs, Parc des Princes                        | Franciaország  | 1 – 0         | Spanyolország  | barátságos     | -             |               |
| 52.           | 1978. november 15.   | Valencia, Estadio Luís Casanova                 | Spanyolország  | 1 – 0         | Románia        | Eb-selejtező   | -             |               |
| 53.           | 1978. december 13.   | Salamanca, Estadio Helmántico                   | Spanyolország  | 5 – 0         | Ciprus         | Eb-selejtező   | -             |               |
| 54.           | 1978. december 21.   | Róma, Olimpiai Stadion                          | Olaszország    | 1 – 0         | Spanyolország  | barátságos     | -             |               |
| 55.           | 1979. március 14.    | Pozsony, Tehelné pole                           | Csehszlovákia  | 1 – 0         | Spanyolország  | barátságos     | -             |               |
| 56.           | 1979. április 4.     | Craiova, Stadionul Central                      | Románia        | 2 – 2         | Spanyolország  | Eb-selejtező   | -             |               |
| 57.           | 1979. szeptember 26. | Vigo, Estadio de Balaídos                       | Spanyolország  | 1 – 1         | Portugália     | barátságos     | -             |               |
| 58.           | 1979. október 10.    | Valencia, Estadio Luís Casanova                 | Spanyolország  | 0 – 1         | Jugoszlávia    | Eb-selejtező   | -             |               |
| 59.           | 1979. november 14.   | Cádiz, Estadio Ramón de Carranza                | Spanyolország  | 1 – 3         | Dánia          | barátságos     | -             |               |
| 60.           | 1979. december 9.    | Limassol, Círio Stadion                         | Ciprus         | 1 – 3         | Spanyolország  | Eb-selejtező   | -             |               |
| 61.           | 1980. január 23.     | Vigo, Estadio de Balaídos                       | Spanyolország  | 1 – 0         | Hollandia      | barátságos     | -             |               |
| 62.           | 1980. február 13.    | Málaga, Estadio La Rosaleda                     | Spanyolország  | 0 – 1         | NDK            | barátságos     | -             |               |
| 63.           | 1980. március 26.    | Barcelona, Camp Nou                             | Spanyolország  | 0 – 2         | Anglia         | barátságos     | -             |               |
| 64.           | 1980. április 16.    | Gijón, Estadio El Molinón                       | Spanyolország  | 2 – 2         | Csehszlovákia  | barátságos     | -             |               |
| 65.           | 1980. május 21.      | Koppenhága, Idrætsparken Stadion                | Dánia          | 2 – 2         | Spanyolország  | barátságos     | -             |               |
| 66.           | 1980. június 12.     | Milánó, Giuseppe Meazza Stadion                 | Olaszország    | 0 – 0         | Spanyolország  | Eb-csoportkör  | -             |               |
| 67.           | 1980. június 15.     | Milánó, Giuseppe Meazza Stadion (ITA)           | Belgium        | 2 – 1         | Spanyolország  | Eb-csoportkör  | -             |               |
| 68.           | 1980. június 18.     | Nápoly, Stadio San Paolo (ITA)                  | Anglia         | 2 – 1         | Spanyolország  | Eb-csoportkör  | -             |               |
|               | Összesen             |                                                 |                | -             | mérkőzés       |                | -             | gól           |

## Emlékezete
Emléke előtt tisztelgett a 2012-es FociFesztivál.

## Származása
| Kubala László (Budapest, 1927. jún. 10.– Barcelona, 2002. máj. 17.) labdarúgó, edző | Apja: Kubala Kurjas Pál (Budapest, 1897. dec. 6.– ?) kőművessegéd | Apai nagyapja: Kubala Kurjas Pál Nagyturány, 1867. jan. 28. – ?) napszámos, r. kat. | Apai nagyapai dédapja: n.a.                   |
| Kubala László (Budapest, 1927. jún. 10.– Barcelona, 2002. máj. 17.) labdarúgó, edző | Apja: Kubala Kurjas Pál (Budapest, 1897. dec. 6.– ?) kőművessegéd | Apai nagyapja: Kubala Kurjas Pál Nagyturány, 1867. jan. 28. – ?) napszámos, r. kat. | Apai nagyapai dédanyja: Kubala Kurjas Katalin |
| Kubala László (Budapest, 1927. jún. 10.– Barcelona, 2002. máj. 17.) labdarúgó, edző | Apja: Kubala Kurjas Pál (Budapest, 1897. dec. 6.– ?) kőművessegéd | Apai nagyanyja: Šuvada Mária (Bella, 1875. febr. 6.– ?) napszámosnő, ág h. ev.      | Apai nagyanyai dédapja: Šuvada András         |
| Kubala László (Budapest, 1927. jún. 10.– Barcelona, 2002. máj. 17.) labdarúgó, edző | Apja: Kubala Kurjas Pál (Budapest, 1897. dec. 6.– ?) kőművessegéd | Apai nagyanyja: Šuvada Mária (Bella, 1875. febr. 6.– ?) napszámosnő, ág h. ev.      | Apai nagyanyai dédanyja: Jankovics Zsuzsanna  |
| Kubala László (Budapest, 1927. jún. 10.– Barcelona, 2002. máj. 17.) labdarúgó, edző | Anyja: Stecz Anna (Budapest, 1903. febr. 8.– ?)                   | Anyai nagyapja: Stec Ferenc (Święcany, 1869. júl. 24.– ?) napszámos, róm. kat.      | Anyai nagyapai dédapja: Stanisław Stec        |
| Kubala László (Budapest, 1927. jún. 10.– Barcelona, 2002. máj. 17.) labdarúgó, edző | Anyja: Stecz Anna (Budapest, 1903. febr. 8.– ?)                   | Anyai nagyapja: Stec Ferenc (Święcany, 1869. júl. 24.– ?) napszámos, róm. kat.      | Anyai nagyapai dédanyja: Anna Kowalska        |
| Kubala László (Budapest, 1927. jún. 10.– Barcelona, 2002. máj. 17.) labdarúgó, edző | Anyja: Stecz Anna (Budapest, 1903. febr. 8.– ?)                   | Anyai nagyanyja: Szmilek Anna (Oroszlány, 1877. jan. 14.– ?) ev.                    | Anyai nagyanyai dédapja: Szmilek János        |
| Kubala László (Budapest, 1927. jún. 10.– Barcelona, 2002. máj. 17.) labdarúgó, edző | Anyja: Stecz Anna (Budapest, 1903. febr. 8.– ?)                   | Anyai nagyanyja: Szmilek Anna (Oroszlány, 1877. jan. 14.– ?) ev.                    | Anyai nagyanyai dédanyja: Hajnal Katalin      |